# Haguenau
Haguenau er en by i departementet Bas-Rhin i den franske region Alsace. Byen har i hvert fald siden 1291 været fri rigsstad under Det tysk-romerske Rige.